# エルジーシー1
エルジーシー1は、2001年（平成13年）に農業生物資源研究所の放射線育種場で育成されたイネ（稲）の品種。数字の「1」は「ワン」と読む。
「ニホンマサリ」を父、その低グルテリン突然変異系統である「NM67」を母とする交配によって育成された。低グルテリン米の一つ。旧系統名は「LGC1」である。

## 特性
熟期は「ニホンマサリ」と同じく関東地方では中生の早。収量も「ニホンマサリ」並の多収。その他の特徴も、低グルテリンである以外は「ニホンマサリ」の特徴を受け継いでいる。栽培後期の窒素追肥は、総タンパク質含有率を上げる影響があるため避ける必要がある。
通常米と比べて、可消化性タンパク質であるグルテリンが5割から7割低く、非消化性タンパク質であるプロラミンが2倍となっている。消化されにくいタンパク質の割合が増加しているため、通常米と総タンパク質含有率は変わらないものの、実質的な低タンパク米となっている。タンパク質摂取制限のある慢性腎不全患者を対象とした臨床試験では、特に米食の多い患者で有効性が確認されており、食事療法の幅が広がることが期待されている。
「エルジーシー1」からは、「春陽」など栽培性や食味を向上させた低グルテリン米品種が各地で生まれており、グルテリンに加えて可消化性タンパク質のα-グロブリンの含有率も少ない「エルジーシー活」「エルジーシー潤」といった品種も育成されている。

## 関連品種

### 子品種
- 「春陽」（「北陸153号」との交配）[4]
- 「LGCソフト」（「ニホンマサリ」の低アミロース突然変異系統である「NM391」との交配）[5]
- 「みずほのか」（「兵庫北錦」との交配）[6]

### 孫品種
- 「吟さやか」（「春陽」と「吟ぎんが」の交配）[7]